# أمم للتوثيق والأبحاث
أمم للتوثيق والأبحاث (بالإنجليزية:UMAM Documentation and Research) هي منظمة ثقافية غير ربحية تأسست عام 2004 على يد لقمان سليم ومونيكا بورغمان. ومقرها في حارة حريك، وهي بلدة جزء من الضاحية الجنوبية لبيروت، لبنان، التي تعرضت لقصف شديد خلال حرب لبنان عام 2006. تعمل أمم على رفع مستوى الوعي بالعنف المدني وذكريات الحرب في لبنان، وهي منصة رقمية تحوي على مكتبة وفهرس مصادر مرجعية وقاعدة بيانات، تقدم نظرة أعمق عن الذاكرة اللبنانية، ورؤية لغد مشرق، متوفرة باللغتين العربية والانكليزية.

## التوثيق والأرشيف
تتعامل "أمم" مع الوثائق الأرشيفية المتعلقة بلبنان منذ عام 1840 وحتى اليوم، وقامت بتجميع مجموعة واسعة من المواد الارشيفية مثل الكتب والصحف والمنشورات والملصقات ومقاطع الفيديو والمجلات والوثائق الشخصية والرسمية والروايات والمقابلات وأنواع مختلفة من الوثائق أو المعلومات غير المصنفة ولكن ذات صلة، من أجل توثيق تاريخ لبنان الاجتماعي والثقافي الحديث. بدأت أمم العديد من المشاريع والفعاليات من أجل الترويج لمجموعتها.

## الهنجر

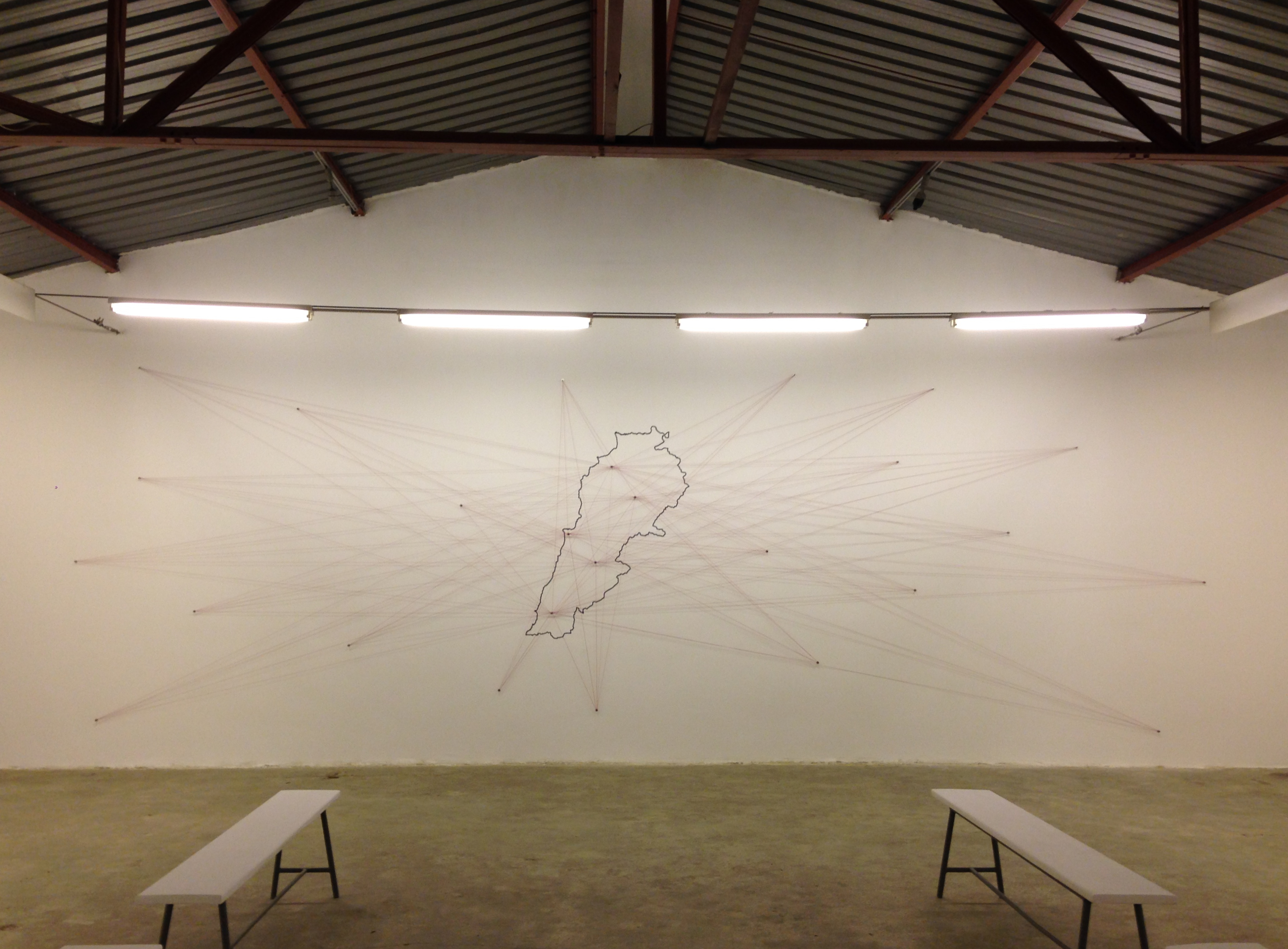
الهنجر في عام 2018

الحظيرة عبارة عن مستودع سابق للفواكه والخضروات، بجوار الفيلا التي تضم آمم للأبحاث. أفتتح في عام 2005 كمكان ثقافي للمعارض الفنية والأفلام. تعرض لأضرار طفيفة خلال حرب 2006 وتم تجديده.
وتضمن الهنجر فعاليات مع العديد من الفنانين منهم مروة أرسانيوس، حسام بوكيلي، غريغوري بوشكجيان، صوفي كالي ووليد رعد، عمر فاخوري، سيرين فتوح، جلبير حاج، نتالي حرب، مكسيم حوراني، حاتم إمام، الليدي لينا كيليكيان، جيروين كرامر، إيلاريا لوبو. نويل نصر، سينثيا نهرا، استيفانيا بينافيل لويزة، أمل سعادة، ستيفاني سعادة، وليد صادق، روي سماحة، ندى صحناوي، سيسكا، سهيل سليمان، ألفريد طرزي، كارين وهبي ورائد ياسين.

## وصلات خارجية
- موقع مؤسسة الأمم للتوثيق والأبحاث
- موقع الذاكرة في العمل
- موقع الهنجر